# Луза
Луза (на руски: Луза) е град в Русия, административен център на Лузски район, Кировска област. Населението на града към 1 януари 2018 е 10 232 души.